# Колтс-Нек Тауншип (Нью-Джерсі)
Колтс-Нек Тауншип (англ. Colts Neck Township) — селище (англ. township) в США, в окрузі Монмаут штату Нью-Джерсі. Населення — 9957 осіб (2020).

## Демографія
Згідно з переписом 2010 року, у селищі мешкали 10 142 особи в 3277 домогосподарствах у складі 2849 родин. Було 3735 помешкань
Расовий склад населення:
| - 92,2 % — білих - 4,6 % — азіатів - 1,7 % — чорних або афроамериканців |

До двох чи більше рас належало 1,2 %. Частка іспаномовних становила 3,5 % від усіх жителів.
За віковим діапазоном населення розподілялося таким чином: 28,5 % — особи молодші 18 років, 57,9 % — особи у віці 18—64 років, 13,6 % — особи у віці 65 років та старші. Медіана віку мешканця становила 43,6 року. На 100 осіб жіночої статі у селищі припадало 96,2 чоловіків;  на 100 жінок у віці від 18 років та старших — 94,5 чоловіків також старших 18 років.
Середній дохід на одне домашнє господарство  становив 223 409 доларів США (медіана — 160 000), а середній дохід на одну сім'ю — 237 762 долари (медіана — 166 154). Медіана доходів становила 130 614 долари для чоловіків та 59 176 доларів для жінок. За межею бідності перебувало 5,9 % осіб, у тому числі 8,7 % дітей у віці до 18 років та 0,6 % осіб у віці 65 років та старших.
Цивільне працевлаштоване населення становило 4613 особи. Основні галузі зайнятості: освіта, охорона здоров'я та соціальна допомога — 20,8 %, фінанси, страхування та нерухомість — 14,0 %, науковці, спеціалісти, менеджери — 13,5 %.